# Сегюр, Филипп Анри
Маркиз Филипп Анри де Сегюр (фр. Philippe Henri, marquis de Ségur; 20 января 1724 — 3 октября 1801) — маршал Франции.

## Биография
Сын Анри-Франсуа де Сегюра (1689—1751) и Анжелики де Фруасси (1702—1785), дочери герцога Орлеанского.
Участвовал под начальством своего отца в сражениях войны за австрийское наследство: при Року́, Лауфельде (потерял руку) и Пфаффенхофене. Позже участвовал в Семилетней войне.
В 1775 году — управляющий Франш-Конте. С 1780 по 1787 годы был военным министром Франции. Провёл многочисленные реформы, превратившие французскую армию в одну из сильнейших в Европе. В 1783 году создал постоянный Генеральный штаб.
В период Террора был арестован и содержался в тюрьме Ла-Форс в Париже. В 1800 году Наполеон назначил ему пенсию.